# 岩崎里菜
岩崎 里菜（いわさき りな、4月18日 - ）は、日本の女性声優。三重県出身。ぷろだくしょんバオバブ所属。

## 人物
資格は暗算準初段、珠算1級、日商簿記3級、普通自動車免許。
特技はバスケットボール、ピアノ演奏、ペン回し、動画編集。趣味は映画鑑賞、お笑い鑑賞、スポーツ観戦。
方言は関西弁、三重県伊賀弁。

## 出演

### テレビアニメ
- ドラえもん（2018年、祭りの子ども）
- 映像研には手を出すな!（2020年、空調管理部）
- 魔法科高校の劣等生 来訪者編（2020年、北山航）
- 魔女の旅々（2020年、魔女B）
- 魔法科高校の優等生（2021年、女子高生）

### ゲーム
- LOST ARK（2020年、美靈）
- ファイナルファンタジーVII リメイク（2020年、自警団 他）
- ウマ娘 プリティーダービー（2021年、ベテラントレーナー 他）
- モンスターストライク（2021年 - 2024年、アンフェア[4]）
- 魔法科高校の劣等生 リローデッド・メモリ（2022年、北山航）

### 吹き替え

#### 映画
- エルカミーノ: ブレイキング・バッド THE MOVIE（ストリッパー、無線女性）
- コレット（リリー〈ポリナ・リトヴァク〉）
- ハン・ソロ/スター・ウォーズ・ストーリー

#### ドラマ
- NCIS: ニューオーリンズ シーズン7（ダンサー）
- 王への手紙（女）
- キング・オブ・メディア シーズン3（女性スタッフ、女性使用人）
- The Sinner -隠された理由- シーズン3（イーライ、パーキンス）
- ザ・ルーキー 40歳の新米ポリス!? シーズン2（ビアンカ）
- ジェントルマン・ジャック 紳士と呼ばれたレディ（レイチェル）
- シカゴ・メッド シーズン6（ホリー）
- DEBRIS / デブリ シーズン2（ディーディー・ジョーンズ）
- トランスプラント 戦場から来た救命医 シーズン2（ケルシー）
- HAWAII FIVE-0 シーズン10（マリア）
- THE BLACKLIST/ブラックリスト シーズン9（ウェイ）
- ミスター・メルセデス（グレース）
- YOU-君がすべて- シーズン4（ジェマ、ブルー）
- レガシーズ シーズン3（保安官）
- レジェンド・オブ・トゥモロー シーズン5（女性警備員、女性客）

### ボイスオーバー
- Women of 9.11（避難女性、受付女）
- マーサの楽しい焼き菓子づくり シーズン6（アレキシ）
- LOCKED UP ABROAD シーズン11（ヤング）

### CM
- 春日八郎・三橋美智也が歌う昭和の名曲ベスト（ナレーション）
- NICOH ゆびピアノアノ（ナレーション）
- 三波春夫 名曲特選集（ナレーション）
- メタバース空間でのペット供養（ナレーション）